# Scott Grimes

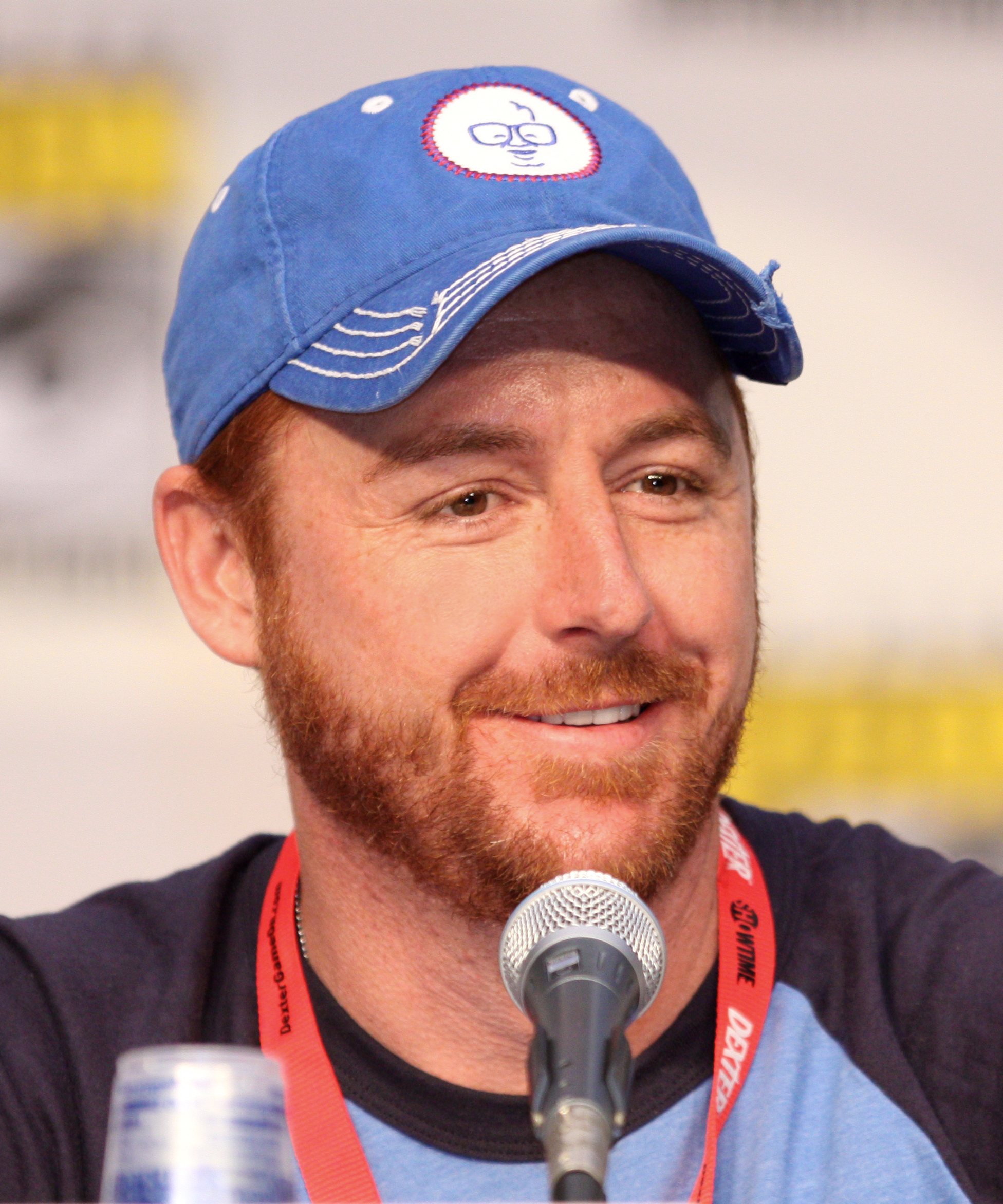
Scott Grimes (2010)

Scott Grimes (* 9. Juli 1971 in Lowell, Massachusetts) ist ein US-amerikanischer Schauspieler und Sänger, der 2005 mit der Single Sunset Boulevard einen US-Radiohit hatte.

## Leben
Den Großteil seiner Jugend verbrachte Grimes in der Stadt Dracut. Seine Schwester Heather und seine Nichte Camryn sind heute ebenfalls beide als Schauspielerinnen tätig. Grimes selbst sammelte bereits in jungen Jahren erste schauspielerische Erfahrungen. So spielte er 1984 im Alter von 13 Jahren an der Seite von Mickey Rooney in einem Fernsehfilm. 1986 konnte er mit der Rolle des Brad Brown in der Horrorkomödie Critters – Sie sind da! seinen Bekanntheitsgrad als junger Schauspieler steigern. Auch in der Fortsetzung Critters 2 – Sie kehren zurück (1988) trat er ein weiteres Mal als Brad Brown auf; dort erstmals in einer Hauptrolle. In dem Horrorfilm Nightlife konnte Grimes ein Jahr später erneut die Hauptrolle spielen.
Danach schlief Grimes Karriere als Filmschauspieler für lange Zeit weitestgehend ein und es folgten stattdessen viele Auftritte in verschiedenen Fernsehserien. Besonders bekannt wurde er dabei durch die Rolle des Will McCorkle aus Party of Five (1994–2000) sowie die Rolle des Arztes Dr. Archie Morris aus Emergency Room – Die Notaufnahme (2003–2009). 2001 stellte Grimes in der Weltkriegs-Miniserie Band of Brothers – Wir waren wie Brüder Donald Malarkey dar. Ebenfalls sehr bekannt wurde Grimes durch sein Mitwirken an der Cartoon-Serie American Dad, in welcher er dem Hauptcharakter Steve Smith bis heute seine Stimme leiht. 2010 hatte Grimes nach gut zwanzig Jahren wieder eine größere Filmrolle in Ridley Scotts Robin Hood, in welcher er den Will Scarlet verkörperte.
Grimes war von 1997 bis 2007 mit Dawn Bailey-Grimes verheiratet, mit der er zwei Kinder hat. Von 2011 bis 2017 war er in zweiter Ehe mit Megan Moore verheiratet. Im Mai 2019 heiratete er Adrianne Palicki, die er bei den Dreharbeiten zur Science-Fiction-Fernsehserie The Orville kennengelernt hatte. Die dritte Ehe wurde im Juli 2020 geschieden.

## Musik
Neben seiner Schauspielkarriere ist Scott Grimes auch als Sänger tätig. Sein erstes Musikalbum Scott Grimes wurde produziert von Richard Carpenter von The Carpenters und 1989 veröffentlicht. Grimes brachte 2005 Livin’ on the run als sein zweites Album heraus. Die Musik ist Soft Rock im Stile von Matchbox Twenty oder Bryan Adams. Musikalischen Einfluss auf ihn hatte auf ihn laut eigenen Angaben Bruce Springsteen. Die beiden Singleauskopplungen des Albums schafften es 2005 in die Adult Contemporary Radiocharts des Billboard Magazine, Sunset Boulevard bis auf Platz 18 und Livin’ on the run auf Platz 34. 2010 veröffentlichte er sein drittes Album Drive.
Im Rahmen seiner schauspielerischen Tätigkeit hatte Grimes Gelegenheit, seine gesanglichen Fähigkeiten zu zeigen: In der 2019 produzierten elften Folge der zweiten Staffel von The Orville („Die Zeitkapsel“) singt er in einer im Holodeck simulierten Clubszene im Duett mit einer Gesangspartnerin, gespielt von Leighton Meester. In der dritten Staffel singt er ebenfalls in zwei Folgen zur Gitarre.

## Filmografie (Auswahl)
- 1984: A Doctor’s Story
- 1984: Engel auf Abwegen (It Came Upon the Midnight Clear)
- 1984: The Night They Saved Christmas
- 1986: The Nativity
- 1986: Together We Stand
- 1986: Wildfire
- 1986: Critters – Sie sind da! (Critters)
- 1986–1987: Wer ist hier der Boss? (Who’s the Boss?, Fernsehserie, 2 Folgen)
- 1987: Frog
- 1987: Pinocchio and the Emperor of the Night
- 1988: Bring Me the Head of Dobie Gillis
- 1988: Critters 2 – Sie kehren zurück (Critters 2: The Main Course)
- 1989: Nightlife
- 1989: Raumschiff Enterprise – Das nächste Jahrhundert (Star Trek: The Next Generation, Fernsehserie, 1 Folge)
- 1991: Frogs!
- 1994–2000: Party of Five (Fernsehserie)
- 1995: Crimson Tide – In tiefster Gefahr (Crimson Tide)
- 1996: Goode Behavior
- 1999: Mystery, Alaska
- 2001: Band of Brothers – Wir waren wie Brüder (Band of Brothers, Miniserie)
- 2002: Couples
- 2003: DreamKeeper
- 2003–2009: Emergency Room – Die Notaufnahme (ER, Fernsehserie, 112 Folgen)
- 2005: To Kill a Mockumentary
- seit 2005: American Dad (Fernsehserie, Synchronsprecher)
- 2010: Robin Hood
- 2010: Dexter (Fernsehserie, 1 Folge)
- 2011: Navy CIS (NCIS, Fernsehserie, 1 Folge)
- 2011–2015: Family Guy (Fernsehserie, 10 Folgen, Stimme)
- 2012: Suits (Fernsehserie, 1 Folge)
- 2012–2014: Republic of Doyle – Einsatz für zwei (Republic of Doyle, Fernsehserie, 4 Folgen)
- 2013: Criminal Minds (Fernsehserie, 1 Folge)
- 2013, 2017: Navy CIS: L.A. (Fernsehserie, 3 Folgen)
- 2014: Shameless (Fernsehserie, 1 Folge)
- 2015: Justified (Fernsehserie, 6 Folgen)
- 2015: The Lost Tree
- 2016: Law & Order: Special Victims Unit (Fernsehserie, 1 Folge)
- seit 2017: The Orville (Fernsehserie)
- 2023: Oppenheimer
- 2024: Ted (7 Folgen)